# Jean-Paul Pottier
Pour les articles homonymes, voir Pottier.
Jean-Paul Christian Marie Pottier est un homme politique français né en juin 1941.

## Biographie
Il a exercé la profession de notaire à Meyrueis depuis 1972 et à Florac de 1985 à 2010.
Conseiller général UMP du canton de Meyrueis de 1976 à 2008, il a été président du conseil général de la Lozère de 1998 à 2004 (réélu en 2001) à la suite de François Brager.
Vice-président de l'Assemblée des départements de France (1998-2004), président de la commission Culture et Tourisme.
Ne souhaitant pas poursuivre son mandat de président, il est remplacé en 2004 par Jean-Paul Pourquier. Il s'est totalement retiré de la vie politique du département de la Lozère.
Un fonds documentaire de cartes postales anciennes de la Lozère constitué par Jean-Paul Pottier a été inventorié par les archives départementales de la Lozère.

## Autre mandats ou fonctions
- Président du Parc national des Cévennes de 2004 à 2010
- Maire de Meyrueis de 1996 à 2001
- Conseiller municipal de Meyrueis de 1981 à 2008
- Président de la chambre départementale des notaires de la Lozère de 2008 à 2010

## Réalisateur
Il est également réalisateur de 15 minutes pour le dire, une émission avec un invité politique, diffusée en 2003 et 2004 sur TMC.

## Distinction
- Chevalier de la Légion d'honneur (nommé par décret du 31 décembre 2006[2].